# 超山梅子
超山梅子，原产于杭州市临平区塘栖镇的超山风景区。超山以梅著称，素有“十里梅海”之称，每至冬春梅海愈浓，当地植梅历史长达千年。超山梅子品类繁多，以超山青梅为冠，青梅果实硕大、上市最早；白梅周深白毛，品质略逊；花梅晚熟，常用来做盐渍和做蜜饯，超山梅子优良品种有小叶猪肝、大叶猪肝、白梅、桃梅、油梅等，小叶猪肝宜制陈皮梅和话梅，大叶猪肝宜制梅坯或盐梅，白梅宜鲜食或制糖梅。:535:338